# Verizon Communications

Logo von 2000 bis 2015

Logo von 2015 bis 2024

Die Verizon Communications Inc. (Anhörenⓘ) [və.ˈɹaɪ.zən], oder kurz Verizon, ist ein US-amerikanischer Telekommunikationskonzern mit Hauptsitz in New York City. Mit dem Tochterunternehmen Verizon Wireless unterhält der Konzern einen der größten Mobilfunknetzbetreiber in den Vereinigten Staaten.

## Geschichte
Verizon wurde am 30. Juni 2000 gegründet, ist in Delaware eingetragen und entstand durch die Fusion der Bell Atlantic Corporation mit der GTE Corporation (ehemals General Telephone & Electronics Corporation). Den Handel an der New Yorker Börse (NYSE) begann Verizon am 3. Juli 2000 unter dem Symbol VZ.
Während der Fusion von GTE und Bell Atlantic mussten die Konzerne auf Anweisung der Wettbewerbshüter in Washington das große Internet-Telekommunikationsnetz von GTE Genuity Inc. als eigenständiges Unternehmen ausgliedern. Genuity stellte eine ehemalige Abteilung von Bolt, Beranek and Newman (heute BBN Technologies) dar, die die allerersten Bestandteile des Netzes baute, das später zum ARPAnet und damit zur Grundlage des Internets werden sollte, 2003 wurde es von Level 3 Communications übernommen.
Verizon Wireless, das als Joint Venture zwischen Verizon und Vodafone entstand, entwickelte sich zum größten Mobilfunk-Anbieter in den USA. Hauptsitz ist die ehemalige AT&T-Zentrale in Basking Ridge, New Jersey. Verizon Communications hält die Mehrheit an Verizon Wireless.
Verizon hat 2005 die MCI-Worldcom-Gruppe für 6,75 Mrd. US-Dollar (5,2 Mrd. Euro) aufgekauft.
Unter dem Namen Verizon Business bietet Verizon in Europa ausschließlich Dienstleistungen für Geschäftskunden und Behörden an.
Mitte 2015 übernahm Verizon AOL, zwei Jahre später das Kerngeschäft von Yahoo. Im Juni 2017 erfolgte die Fusion von Yahoo und AOL zur neuen Dachmarke Oath (ab Januar 2019 Verizon Media).
Im September 2020 gab Verizon eine Vereinbarung zur Übernahme des amerikanischen Prepaid-Mobilfunkanbieters TracFone Wireless von América Móvil bekannt.
Am 3. Mai 2021 wurde bekannt gegeben, dass Yahoo und AOL für 5 Milliarden Dollar  an Apollo Global Management verkauft werden.

## Geschäftszahlen
| Jahr | Umsatz in Mrd. US-$ | Gewinn in Mrd. US-$ | Angestellte |
| ---- | ------------------- | ------------------- | ----------- |
| 2005 | 69,518              | 7,397               | 217.000     |
| 2006 | 88,182              | 6,197               | 242.000     |
| 2007 | 93,469              | 5,521               | 235.000     |
| 2008 | 97,354              | –2,193              | 223.900     |
| 2009 | 107,808             | 4,894               | 222.900     |
| 2010 | 106,565             | 2,549               | 194.400     |
| 2011 | 110,875             | 2,404               | 193.900     |
| 2012 | 115,846             | 0,875               | 183.400     |
| 2013 | 120,550             | 11,497              | 176.800     |
| 2014 | 127,079             | 9,625               | 177.300     |
| 2015 | 131,620             | 17,879              | 177.700     |
| 2016 | 125,980             | 13,127              | 160.900     |
| 2017 | 126,034             | 30,101              | 155.400     |
| 2018 | 130,863             | 15,528              | 144.500     |
| 2019 | 131,868             | 19,265              | 135.000     |
| 2020 | 128,292             | 17,801              | 132.200     |
| 2021 | 133,613             | 22,065              | 118,400     |

## Kritik
Am 21. November 2008 berichtete der Nachrichtensender CNN, dass Angestellte des Mobilfunkproviders Verizon Wireless sich heimlich Zugang zu den Mobilfunkdaten des designierten Präsidenten Barack Obama verschafft hatten. Dabei wurden die Datensätze mit Telefonnummer und Zeitpunkt der von Obama getätigten Anrufe ausspioniert.
Juni 2013 begannen die Enthüllungen Edward Snowdens über die weltweite Totalüberwachung durch den US-amerikanischen Geheimdienst National Security Agency (NSA) und seine Partner mit der Meldung, dass die US-Regierung routinemäßig die Herausgabe aller Verbindungsdaten vom Provider Verizon verlangt. Es wurde bekannt, dass Verizon – und andere Telekommunikationsunternehmen – auch sonst bei der Überwachung helfen und beim britischen Geheimdienst GCHQ intern als die „Kronjuwelen“ gehandelt werden. Zu dieser Kooperation sind die Unternehmen einerseits gesetzlich verpflichtet, aber es gibt auch finanzielle Entschädigungen. So sollte Verizon – intern als „Stormbrew“ geführt – im Jahr 2013 von der NSA mehr als 46 Millionen US-Dollar erhalten.
Am 24. Juni 2014 wurde bekannt, dass Verizon als Internetprovider für den Deutschen Bundestag agiert. Die Kooperation des Bundestags mit Verizon wurde bekannt, als der Journalist Daniel Lücking in einem Blogartikel entsprechende Vorwürfe erhob und den amerikanischen NSA-Whistleblower Thomas Drake um eine Einschätzung bat. Verizon wollte sich nicht zum Geschäftsverhältnis mit dem Deutschen Bundestag äußern. Am 26. Juni 2014 gab das Bundesinnenministerium bekannt, den Vertrag mit Verizon für die Internetversorgung zu beenden. Grund seien die im „Zuge der NSA-Affäre aufgezeigten Beziehungen von fremden Nachrichtendiensten und Firmen“. Ebenfalls am 26. Juni gab auch der Ältestenrat des Deutschen Bundestags bekannt, die Zusammenarbeit mit Verizon zu beenden.

## Netzwerkstruktur
Verizon betreibt unter anderem die beiden innereuropäischen Unterseekabel Ulysses 1 und 2. Die Glasfaserkabel verbinden IJmuiden in den Niederlanden mit Lowestoft in Großbritannien sowie das französische Calais mit dem britischen Dover.